# Veikko Helasvuo
Veikko Olavi Helasvuo, född 2 oktober 1916 i Nyslott, död 17 juli 1993 i Helsingfors, var en finländsk lärare och musikkritiker. Han var far till flöjtisten Mikael Helasvuo.
Helasvuo avlade filosofie magisterexamen 1943. Han anställdes 1944 som lärare vid Sibelius-Akademin, var 1949–1959 bibliotekarie och tillförordnad intendent vid Helsingfors stadsorkester samt 1959–1971 prorektor vid Sibelius-Akademin, vars rektor han var 1971–1981 med professors titel.
Han redigerade 1959–1970 årsboken Suomen musiikin vuosikirja och framträdde även som musikkritiker i den finskspråkiga huvudstadspressen. Han innehade flera förtroendeuppdrag i det offentliga musiklivet. Han publicerade bland annat Sibelius and the music of Finland (1952) samt de musikhistoriska arbetena Musiikin historia (1952, många upplagor därefter) och Kuorolaulun vaiheet (1963).